# Café de Chile
Pese a que América Latina es uno de los principales productores mundiales de café, históricamente, el cultivo tradicional de este grano ha sido prácticamente inexistente en el Chile continental, al igual que en el resto del Cono Sur, produciendo casi en su totalidad sucedáneo de café de distintos tipos a lo largo de la historia. No obstante, sí existe una cultura de consumo de la infusión, que es menos popular que el consumo de té pero más que la yerba mate, los tres brebajes calientes más bebidos en el país. La mayoría de la oferta presente en el mercado chileno es importada, siendo el café instantáneo el que abarcaba el 85% de las ventas nacionales en 2018.

## Historia
Dadas las condiciones climáticas de Chile, no ha proliferado un cultivo masivo de la planta de café, debido a la ausencia de climas tropicales con temperaturas y altitudes necesarias para la producción de granos de café de calidad, de acuerdo a los estándares internacionales de producción.

### Cultivos silvestres en Rapa Nui
Según investigaciones publicadas en 2017, científicos e historiadores demostraron que especies de plantas de café se encuentran cultivadas en la comuna chilena de Isla de Pascua, en el Chile insular. Éstas fueron llevadas a la isla de Rapa Nui posiblemente por los navegantes neerlandeses a comienzos del siglo XIX. En la actualidad se conservan como plantas silvestres repartidas por toda la isla. Debido a las dimensiones de la isla, no es posible realizar un cultivo masivo de la planta, por lo que algunos pequeños productores apuntan al segmento de «café de especialidad» de tipo artesanal y de cultivo orgánico, donde destaca por sus cualidades diferenciativas y calidad.

## Sucedáneos de café
Junto al café importado, existe un alto consumo de los sucedáneos de café, que sí son cultivados y producidos por el sector agrícola chileno. El principal más elaborado y consumido es el café de cebada, con cultivos concentrados mayormente en el sur del país.
En 1897, fue inaugurada en Purén, Región de La Araucanía, la primera fábrica de café de higo de Sudamérica por una familia de colonos suizos.

## Cultura cafetera en Chile
Los primeros establecimientos en Chile para el consumo de café, aparecieron a fines del siglo XVIII, con la creación de los «cafés literarios», como eran conocidos en el país sudamericano los cafés de tertulia, siguiendo el modelo europeo traído por los inmigrantes españoles durante las últimas décadas del Chile colonial, que ofrecían un espacio de charla sobre diferentes temáticas de interés de la sociedad de aquel entonces, en el cual acudían en un comienzo las clases sociales más ilustradas.
Los «cafés con piernas», son establecimientos surgidos en Chile, específicamente en el centro de Santiago, donde el café es servido por camareras vestidas con minifalda o incluso bikini, para una atención preferentemente masculina.